# مقیاس پذیری خودکار
مقیاس‌پذیری خودکار، فرآیندی در رایانش ابری است که به‌طور خودکار منابع محاسباتی را بر اساس تقاضا افزایش یا کاهش می‌دهد. این فناوری تضمین می‌کند که برنامه‌ها به منابع کافی برای پاسخگویی به نیازهای کاربران دسترسی داشته باشند، در حالی که هزینه‌ها با حذف منابع غیرضروری بهینه‌سازی می‌شوند.
مقیاس‌پذیری خودکار به گونه‌ای طراحی شده است که تغییرات بار کاری را شناسایی کرده و بر اساس آن، منابعی مانند ماشین‌های مجازی، حافظه، یا ظرفیت پردازشی را به صورت دینامیک اضافه یا حذف کند. به عنوان مثال، در مواقع افزایش ناگهانی ترافیک یک وب‌سایت، این فناوری می‌تواند تعداد سرورها را افزایش دهد و پس از کاهش ترافیک، منابع اضافی را آزاد کند.

## انواع
- افقی (Horizontal Scaling): افزودن یا حذف سرورها یا ماشین‌های مجازی (VMs).

    مثال: اگر تعداد کاربران افزایش یابد، سیستم می‌تواند سرورهای جدیدی را اضافه کند.
- عمودی (Vertical Scaling): افزایش یا کاهش منابع یک سرور مشخص (مانند CPU، RAM).

    مثال: افزایش میزان RAM سرور در هنگام بار سنگین.

## نحوه عملکرد
مقیاس پذیری خودکار معمولاً از سیاست‌ها  یا قوانینی بر اساس معیارهای زیر استفاده می‌کند:
- CPU Usage: اگر استفاده از CPU از یک مقدار مشخص فراتر برود، یک سرور جدید اضافه شود.
- Memory Usage: در صورت افزایش مصرف RAM، سیستم مقیاس‌بندی انجام شود.
- Network Traffic: اگر ترافیک شبکه زیاد شود، نمونه‌های جدید راه‌اندازی شود.
این فرآیند معمولاً توسط ابزارهایی مانند AWS Auto Scaling، Azure Auto Scale، یا Google Cloud Auto Scaling انجام می‌شود.

## مزایا
مقیاس پذیری خودکار مزایای زیر را ارائه می دهد:
- بهینه‌سازی هزینه‌ها: تخصیص منابع فقط در صورت نیاز، از هزینه‌های اضافی جلوگیری می‌کند.

- بهبود عملکرد: منابع کافی در زمان اوج بار برای حفظ عملکرد سیستم فراهم می‌شود.

- انعطاف‌پذیری: سازگاری با نیازهای متغیر کاربران یا برنامه‌های کاربردی.

## چالش ها
- زمان‌بندی: آماده‌سازی ماشین‌های مجازی جدید ممکن است چند دقیقه طول بکشد.

- نظارت: ابزارهای سنتی نظارت بر منابع، ممکن است برای سیستم‌های مقیاس‌پذیر مناسب نباشند.

- کنترل پیچیده: مدیریت منابع در لایه‌های مختلف نیازمند طراحی دقیق است.

## ابزار ها و پلتفرم ها
- AWS Auto Scaling: خدماتی ارائه‌شده توسط آمازون وب سرویس که امکان مدیریت خودکار منابع را فراهم می‌کند.

- Microsoft Azure Auto-Scale: راه‌حلی برای تنظیم خودکار برنامه‌ها و زیرساخت‌ها بر اساس نیاز کاربران.
- Google Cloud Platform (GCP): سرویس خود مقیاس پذیر برای مقیاس‌بندی بر اساس معیارهای از پیش تعیین‌شده.

## جسارت های وابسته
رایانش ابری
سرویس های وب آمازون